# 1824 aux États-Unis
Pour des articles plus généraux, voir Chronologie des États-Unis et 1824.
Chronologie des États-Unis
- 1820
- 1821
- 1822
- 1823
- 1824
- 1825
- 1826
- 1827
- 1828

Cette page concerne des événements d'actualité qui se sont produits durant l'année 1824 du calendrier grégorien aux États-Unis.

## Gouvernement
- Président : James Monroe (Républicain-Démocrate)
- Vice-président : Daniel D. Tompkins (Républicain-Démocrate)
- Secrétaire d'État  : John Quincy Adams (Républicain-Démocrate)
- Chambre des représentants - Président :  Henry Clay (Républicain-Démocrate)

## Événements
- 5 février : création à Philadelphie du Franklin Institute[1].
- 7 mars : le Capitole de l’État de Floride est déplacé de Saint Augustine à Tallahassee.
- 11 mars : fondation du Bureau des affaires indiennes, rattaché au ministère de la guerre et établi à Washington. Chargé de régler les litiges territoriaux, ce bureau se transformera en un outil de colonisation des terres indiennes.
- 17 avril : traité russo-américain sur l’Alaska : liberté de navigation et de pêche, limitation des colonies russes au 54e parallèle nord.

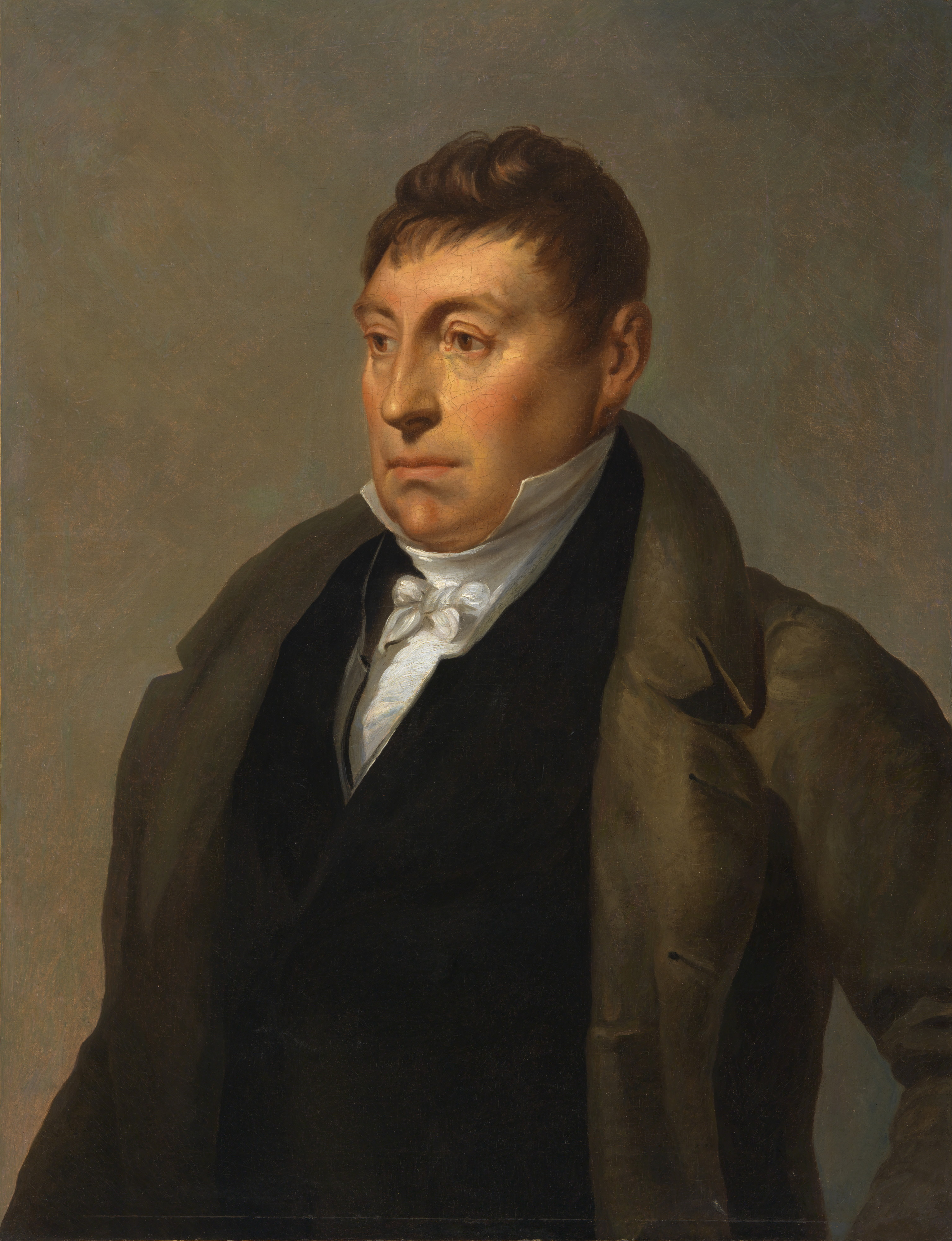
Gilbert du Motier de La Fayette en 1825

- 16 août : Lafayette visite les États-Unis, il retourne en France le 7 septembre 1825.

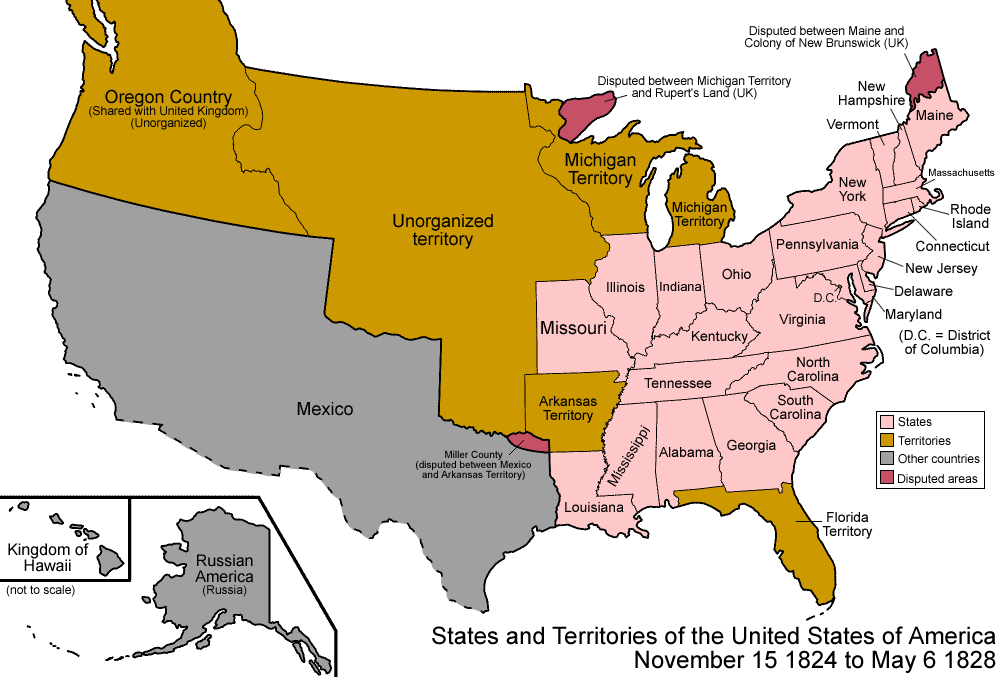
15 novembre 1824 - 6 mai 1828

- 5 novembre : création du Rensselaer Polytechnic Institute, première école scientifique technique de formation d’ingénieurs aux États-Unis.
- 15 novembre : le Territoire de l'Arkansas est réduit, sa partie ouest devenant non-organisée[2].
- 3 décembre : Élection présidentielle américaine de 1824 : Le sans étiquette John Quincy Adams obtient un mandat de président des États-Unis. 
  - L'élection présidentielle américaine de 1824 marqua la fin de l'ère des bons sentiments, entamée en 1800 par l'élection de Thomas Jefferson, et qui fut marqué par une vie politique relativement apaisée, totalement dominée par le Parti Démocrate-Républicain. Elle se solda par l'élection de John Quincy Adams à la Présidence, après un scrutin qui vit l'unique parti national alors constitué, le Parti républicain-démocrate, se diviser en quatre factions rivales soutenant chacune un candidat différent. Elle eut pour conséquence l'explosion du parti, avec la naissance du Parti Démocrate et du Parti national républicain, futur Parti Whig.
- Première grève connue d’ouvrières de l’industrie textile à Pawtucket (Rhode Island). Deux cents femmes se joignent aux hommes dans leurs protestations contre les baisses de salaire et l’allongement du temps de travail.
- Le comptoir commercial de Fort Vancouver est établi sur le fleuve Columbia par la Compagnie de la Baie d'Hudson.
- Les Iowas sont déplacés du Minnesota, Iowa et Missouri pour une réserve du Kansas.
- Les Quapaws cèdent une région considérable entre l'Arkansas et le fleuve Salin aux États-Unis.

## Naissances
- 21 janvier : Thomas Jonathan Jackson, décédé le 10 mai, commence sa carrière militaire en 1846 en tant que second lieutenant au 1er régiment d’artillerie de l’armée des États-Unis. En 1861, avant que la Virginie ne fasse sécession, il entre au service des États confédérés d'Amérique. Il est promu général de brigade. Explorant les lignes de l’ennemi il est blessé par ses propres soldats dans la nuit du 2 mai 1863.
- 9 mars : Leland Stanford, né à Watervliet (New York) et mort le 21 juin 1893 à Palo Alto, était un homme d'affaires et un homme politique américain. Huitième gouverneur de Californie, de 1862 à 1863, membre des Big Four, président de la Southern Pacific Railroad, il fonda avec sa femme Jane l'université Stanford.

#### Articles généraux
- Histoire des États-Unis de 1776 à 1865
- Évolution territoriale des États-Unis

#### Articles sur l'année 1824 aux États-Unis
- Élection présidentielle américaine de 1824